# L'Anticristo (saggio)
L'Anticristo. Maledizione del Cristianesimo (Der Antichrist. Fluch auf das Christenthum) è un libro di Friedrich Nietzsche pubblicato originariamente nel 1894. Fu in realtà scritto nel 1888, ma i suoi contenuti controversi spinsero Franz Camille Overbeck e Heinrich Köselitz a posticipare la sua pubblicazione.

## Descrizione

### Premesse:La volontà di potenzae l'incompatibilità naturale tra Nietzsche e nazismo
Il filosofo annuncia nell'introduzione che si starebbe rivolgendo a quei pochi che possano comprenderlo («Questo libro è riservato a pochissimi»). L'etica della filosofia di Nietzsche in quest'ultimo periodo è legata alla volontà di potenza, concetto presente già nelle opere precedenti ed elaborato per la prima volta in Così parlò Zarathustra. Sul concetto filosofico di volontà di potenza Nietzsche avrebbe strutturato un'opera che si rifiutò poi anche solo di completare, lasciando solo qualche suo piccolo appunto di introduzione. Dell'opera in questione, la sorella di Nietzsche, Elisabeth, traviò gli appunti del fratello, aggiungendo sue personali considerazioni. La volontà di potenza sarebbe stata dunque pubblicata nel 1901. Le aggiunte di Elizabeth, sostenitrice del movimento nazista negli ultimi anni della sua vita, fecero erroneamente passare Nietzsche come un anticipatore della filosofia nazista. Tuttavia, ciò non è assolutamente vero, date le fortissime divergenze tra nazismo e Nietzsche: il primo, di fatto, ha le sue basi poste in ciò che Nietzsche definisce, dispregiativamente, come "morale da schiavi": ossia un popolo, colmo di risentimento, il quale, troppo debole per poter esprimere la propria volontà, si fa appiglio a una dottrina che sostituisce al corpo lo spirito, la quale finisce per costituire una certezza metafisica. Come ormai chiarito da sostenitori e detrattori della sua opera, Nietzsche era sì fieramente reazionario ma, per esempio, non era antisemita, a differenza del marito della sorella, Bernhard Förster, per il quale nutriva scarse simpatie. L'accusa verso Nietzsche di essere una sorta di proto-nazista risulta quindi non accurata e in parte fuorviante, malgrado Nietzsche sostenesse di fatto concetti poi diventati tipici del nazismo come l'eugenetica.
In seguito, l'opera sarebbe stata completamente ripulita dagli appunti di Elizabeth, e preservati solo quelli di Nietzsche, il quale, tuttavia, non voleva egli stesso pubblicare l'opera. Giorgio Colli e Mazzino Montinari, dopo un'attenta ricerca filologica e biografica, considerano l'opera La volontà di potenza come una falsificazione storica.

### L'Anticristo
Nietzsche accorpa come cristianesimo ogni forma di male sociale per il quale il mondo soffre e quello morale da cui è oppresso l'uomo. San Paolo utilizzò le masse e gli oppressi per arrivare al potere e così cercano di fare, come scrive Nietzsche, i socialisti. Questi vengono liquidati con disprezzo come del tutto cristiani. Il cristianesimo avrebbe costruito di fatto una metafisica del mondo dietro al mondo venendo poi rincorso dal Romanticismo.
Arthur Schopenhauer, che durante la giovinezza Nietzsche aveva scelto come educatore, sarebbe un nemico della vita, un cristiano (la noluntas, la negazione della vita come prassi del nichilismo), motivo per cui lo dispregia, abbandonandolo già nel "mattino" del suo pensiero, e definendolo come un "falso pessimista" (sentenza già in parte esposta in Al di là del bene e del male). Anche il nuovo corso della Germania, dominata dal nazionalismo kaiserista e dalle paure mirate all'esterno, sarebbe il sottoprodotto dei timori del "gregge", collegato al cristianesimo. 
Già nella Genealogia della morale, Nietzsche avrebbe definito il cristianesimo una morale da gregge e già in Al di là del bene e del male il cristianesimo veniva presentato come "platonismo per il popolo". Il cristianesimo esprimerebbe una morale contro la vita poiché centrato sui concetti di compassione e perdono, che per Nietzsche rappresentano una forma di umiliazione. A ciò viene contrapposta una morale aristocratica dei signori: ebbra, caotica, irrazionale, artistica, ricca di volontà di dominio, sopraffazione e di sete di crudeltà, quindi fuori dagli opprimenti dogmi dell'etica contemporanea. Un esempio di morale dei signori è la morale della Grecia presocratica, esemplificata nel famoso Epitaffio di Pericle riportato da Tucidide, in cui Pericle riconosce la natura "barbarica" della civiltà ateniese.
L'unico vero "cristiano" sarebbe Gesù Cristo (poiché il cristianesimo sarebbe un rovesciamento dell'insegnamento iniziale, l'anticristo coincide con il promulgatore di quello), un uomo morto in croce e non risorto, secondo il parere del filosofo. Il Cristo di Nietzsche è diretta filiazione dal protagonista de L'idiota, romanzo di Fëdor Dostoevskij, come I demoni, da cui è invece ripresa (sempre ne L'Anticristo ma già presente in Genealogia della morale) la teoria che identifica nella forza e l'importanza di un dio il riflesso di quella del suo popolo.
L'analisi considera poi tutta una serie di episodi e frasi della Bibbia che evidenzierebbero la volontà dei ceti sacerdotali ebraici di tenere lontano l'uomo dal sapere, alimentando falsità e superstizione. Religioni quali il buddhismo sarebbero molto più realistiche del cristianesimo in quanto il buddhismo non insegna la lotta contro il peccato ma quella contro il dolore esistenziale.
In chiusura presenta il codice di Manu, uno dei testi sacri dell'induismo, come esempio di una legislazione modello di una civiltà aristocratica strutturata in caste e promulga la legge contro il cristianesimo.
Prima proposizione. – Viziosa è ogni specie di contronatura. La più viziosa specie d'uomo è il prete: egli insegna la contronatura. Contro il prete non si hanno motivi, si ha la prigione.
Seconda proposizione. – Partecipare ad un ufficio divino è un attentato alla pubblica moralità. Si deve essere più severi contro i protestanti che contro i cattolici, più severi contro i protestanti liberali che contro quelli di stretta osservanza. Il delittuoso dell'essere cristiani cresce vieppiù ci si avvicini alla scienza. Il criminale dei criminali è quindi il filosofo.
Terza proposizione. – Il luogo esecrando in cui il Cristianesimo ha covato le sue uova di basilisco sia distrutto pietra su pietra e sia il terrore di tutta la posterità quale luogo abominevole della terra. Su di esso si allevino serpenti velenosi.
Quarta proposizione. – La predicazione della castità è istigazione pubblica alla contronatura. Ogni disprezzo della vita sessuale, ogni contaminazione della medesima mediante la nozione di «impurità» è vero e proprio peccato contro il sacro spirito della vita.
Quinta proposizione. – Chi mangia allo stesso tavolo con un prete sia proscritto: con ciò egli si scomunica dalla retta società. Il prete è il nostro Ciandala – lo si deve mettere al bando, affamare, menare in ogni specie di deserto.
Sesta proposizione. – Si chiami la storia «sacra» col nome che merita in quanto storia maledetta; le parole «Dio», «salvatore», «redentore», «santo» siano usate come oltraggi, come epiteti da criminali.
Settima proposizione. – Il resto è conseguenza.
L'Anticristo

## Edizioni
- Friedrich Nietzsche, L'Anticristo. Maledizione del Cristianesimo, Roma, Tascabili Economici Newton, 1996, ISBN 88-7983-082-1.
- Friedrich Nietzsche, L'Anticristo. Maledizione del Cristianesimo, Milano, Adelphi, 1998, ISBN 88-7983-082-1.
- Friedrich Nietzsche, L'anticristiano. Imprecazione sul cristianesimo, Padova, Edizioni di Ar, 2004.